# Personal Genome Project
El Proyecto del Genoma Personal (Personal Genome Project en inglés) intenta publicar el genoma completo y registros médicos de varios voluntarios, para de este modo permitir la investigación en la medicina personalizada. Fue iniciada y anunciada por George Church de la Universidad de Harvard en enero de 2006.
El proyecto publicará el genotipo (toda la secuencia ADN de todos los 46 cromosomas) de los voluntarios, junto con información detallada de su fenotipo: registros médicos, varios análisis, imágenes RM, etc. Toda la información estará disponible para cualquiera en internet, para que investigadores puedan probar varias hipótesis acerca de las relaciones entre el genotipo, el ambiente y el fenotipo.
Toda la información será publicada junto con el nombre de los voluntarios (ya que su anonimato nunca podría ser guardado de todos modos). Una parte importante del proyecto será la exploración de los riesgos consecuentes para los voluntarios, como una posible discriminación por parte de las compañías aseguradoras si el genoma muestra una predisposición para ciertas enfermedades.
El comité de consejo de la Escuela médica de Harvard solicitó que los primeros voluntarios incluyeran al director del proyecto y otras personas del ámbito científico y médico, ya que éstos están altamente calificados para dar un consentimiento informado, esto es tomar una decisión médica con base en la voluntariedad, información y comprensión. Se espera que una cantidad considerable de gente de todas las profesiones y condiciones sociales se ofrezcan de voluntarios para el proyecto cuando la tecnología para identificar la secuencia de ADN se vuelva más barata. El objetivo a largo plazo de este proyecto es que cada persona tenga acceso a su genotipo para que sea utilizado para hacer decisiones de medicina personalizada.
Se refiere a los primeros diez voluntarios como los PGP-10. Estos son los voluntarios:
1. Misha Angrist, Duke Institute for Genome Sciences and Policy[1]
2. Keith Batchelder, Genomic Healthcare Strategies[2]
3. George Church, Harvard
4. Esther Dyson, EDventure Holdings
5. Rosalynn Gill-Garrison, Sciona[3]
6. John Halamka, Harvard Medical School[4]
7. Stan Lapidus, Helicos BioSciences[5]
8. Kirk Maxey, Cayman Chemical[6]
9. James Sherley, Boston stem cell researcher.
10. Steven Pinker, Harvard